# スティーブ・デインズ
スティーブン・デイヴィッド（スティーブ）・デインズ（英語: Steven David "Steve" Daines, 1962年8月20日 - ）は、アメリカ合衆国の政治家。所属政党は共和党。出身はカリフォルニア州ロサンゼルス。
連邦下院議員(モンタナ州全州選挙区)を1期務めた後、2015年から連邦上院議員(モンタナ州第2部)を務めている。

## 経歴・人物
1962年8月20日、デインズは、ロサンゼルスのヴァンナイス地区で生まれ、一家は1964年にモンタナ州ボーズマンに移住した。地元のボーズマン高校で生徒会長を務め、高校3年次には共和党全国大会に最年少で参加した。モンタナ州立大学で化学工学の理学士号を取得し、在学中にはモンタナ州立大学共和党の会長を務めた。
2007年には、妻と共にウェブサイト「GiveItBack.com」を立ち上げ、ブライアン・シュバイツァー州知事に対して10億ドルの州財政黒字を納税者に還元するよう働きかけた。2007年から2008年にかけて、マイク・ハッカビーの大統領選挙運動のモンタナ州委員長、およびハッカビーの全米代理人を務めた。

## 政治家

### 2008年州知事選挙
2008年州知事選挙では、共和党のロイ・ブラウン候補のランニングメイトとして、モンタナ州副知事に立候補した。しかし、十分な支持を集められず、民主党現職のブライアン・シュバイツァーが65%の得票率で再選を果たした。

### 連邦下院議員
2010年11月13日、デインズは2012年選挙で連邦上院議員選挙への立候補を発表した。しかし、共和党のデニー・レーバーグ下院議員が上院議員選挙への出馬を表明したため、デインズはレーバーグの鞍替え立候補で空席となったモンタナ州全州選挙区への出馬を表明した。共和党予備選では71%という高い得票率で2人の対立候補を破り、総選挙では民主党のキム・ギラン州上院議員を破った。

### 連邦上院議員
2013年7月、デインズはワシントンで開催された全国共和党上院委員会の政治資金パーティーに出席した。同年4月、モンタナ州第2部選出のマックス・ボーカス上院議員(民主党)が2014年選挙への不出馬を表明していたため、デインズは空席となる上院議員への立候補を目指しているのではないかと推測された。2013年第2四半期には、41万5000ドルの選挙資金を調達したことを公表し、さらなる憶測を呼んだ。2013年11月6日、デインズは正式に立候補を表明した。
2014年2月、ボーカスは上院議員を辞職し、駐中国アメリカ合衆国大使に就任した。民主党のスティーブ・ブロック知事は、空席となった上院議員の席にジョン・ウォルシュ副知事を指名した。ウォルシュはすでに2014年上院選挙に出馬する意向を表明しており、今回の任命により現職の優位性が確保され、民主党の議席維持の可能性が高まるのではないかとの報道が流れた。
2014年6月3日の共和党予備選で、83.4％の支持を得て党から指名を獲得。一方、対抗馬のウォルシュも民主党予備選で64％の得票率で勝利した。しかし、2014年8月にウォルシュが陸軍士官学校時代に執筆した修士論文で他の論文の剽窃行為を行っていたことが発覚し、ウォルシュは選挙戦から撤退した。開票日まで約50日と時間のない中、モンタナ民主党の特別党大会が行われ、アマンダ・カーティス州下院議員が上院議員候補に指名された。総選挙では、カーティスの票は40.1%に留まり、デインズ(得票率: 57.8%)が勝利を収めた。
2020年、デインズは上院議員選挙に出馬し、55%の得票率で民主党のブロック知事を破って再選された。選挙活動の費用として、ブロック陣営は8200万ドル、デインズ陣営は6300万ドルを投じ、2020年の上院選で最も選挙資金が使われた地区の一つとなった。
2021年大統領選挙でデインズは一部の州で不正投票が行われたと主張し、選挙の開票結果を監査する連邦特別委員会の設置を求めた。デインズが選挙人団の開票に参加している際、親トランプ派らによる議会議事堂襲撃事件が発生した。これを受け、デインズは襲撃事件を批判するツイートを投稿し、トランプが敗北したという選挙結果を容認するようになった。一方で、襲撃の煽動者としてトランプ大統領の弾劾を求める動きには反発した。
ジョー・バイデン政権下で、デインズはデブ・ハーランドの内務長官への指名を阻止しようとしたが、失敗に終わった。

## 政治的立場

### 親トランプ派
ヘレナ・インディペンデント・レコード紙は、デインズについて、トランプ大統領の任期中、積極的にトランプと交流を重ね、政策の支持や行動の擁護を行ってきた。デインズの投票記録を見ると、トランプ大統領の提案した公共政策のうち86％の法案に賛成票を投じていた。
2018年、トランプ大統領は不法移民の防止のためメキシコとアメリカの国境の壁(通称: トランプの壁)を強化する政策を予算に計上した。年末に予算案の審議が行われたが、トランプの壁の是非を巡って議論が紛糾し、2019年度の本予算案が期日までに成立せずに政府機関の閉鎖(en)が起こった。同予算案の審議において、デインズはトランプの壁の建設費57億ドルを計上した予算案に賛成し、壁の建設に予算を投じない予算案に反対した。
2019年、ウクライナ疑惑に関連して、権力の乱用と議会妨害でドナルド・トランプの弾劾訴追が行われた。賛成多数で下院を通過し、上院で弾劾裁判が行われた。デインズはこの時の議会で、トランプの無罪を主張し擁護する演説を行なっており、党派的な問題から生まれた弾劾裁判であると述べている。また、裁判中、新たな証人喚問や証拠となる文書の提出を阻止した。
デインズはCOVID-19パンデミックに対するトランプ大統領の対応を賞賛した。 2020年9月には、トランプの「リーダーシップが多くのアメリカ人の命を救った」と述べている。
2021年1月2日、デインズは他の11人の共和党上院議員とともに、アリゾナ州とペンシルベニア州における大統領選挙で不正が行われたと主張し、選挙結果を再集計する選挙委員会の設置を求めた。しかし、後になって再集計の要求を撤回した。

### エネルギー・環境問題
デインズは、近年の地球温暖化の原因が人間の活動にあるとの科学的知見に懐疑的態度を取っており、人間の活動も温暖化の一因ではあるが、自然的な影響が軽視されがちであると主張している。温暖化対策としてのグリーンニューディールや炭素税のような政策に反対しており、イノベーションによって気候変動に対処していくべきだと述べた。二酸化炭素を吸収する森林の機能に着目し、森林の適切な管理が必要であり、再生可能エネルギーの継続的な開発への支援も有効な対策だとしている。
デインズは、バラク・オバマ大統領の天然資源開発に関する政権の立場を批判し、オバマの2013年の気候変動提案を「ジョブキラー」「アメリカのエネルギーに対する戦争」と呼んだ。
2013年6月5日、デインズは「2013年ノースフォーク流域保護法」を下院に提出し、モンタナ州の43万エーカーの連邦政府の公有地で予定されていた地熱発電所や鉱物資源の開発を阻止しようとした。 同法案は山頂除去採掘やその他の天然資源開発を禁止するものである。同法案の対象となるエリアはグレイシャー国立公園に隣接しているため、すでに一定の保護を受けているが、デインズは原始的な自然の景観を保護を訴え、環境保護主義者とエネルギー関連企業の両方がこの法案を支持していると述べた。ジョン・テスター上院議員とジョン・ウォルシュ上院議員も同法案を支持しており、下院では可決されたものの、上院で共和党に反対され廃案となった。
2019年7月、デインズは、海洋プラスチックごみ問題、狩猟や釣りなどのアウトドアのための公有地利用などの環境問題の解決を目的とした共和党の議員連盟「ルーズベルト・コンサベーション・コーカス」を共同設立した。
2021年2月、テキサス州を襲った大寒波が原因で大規模な停電(テキサス州電力危機)が発生した。デインズはこの停電に関して、停電が起こった理由は風力発電所と太陽光発電所が故障したからだとして、天然ガスや石炭による発電の必要性を主張した。一方で、テキサス州電力危機における停電の原因については、天然ガス、石炭、原子力エネルギーシステムが故障した影響の方が、風力タービンや太陽電池パネルの故障の影響よりも大きいとの調査結果がある。

### その他の主張
- 母体の生命を守るため以外の中絶の合法化に反対している[55]。
- 財政的保守主義者(en)として、債務超過をしていない均衡の取れた予算を目指している。2013年には、10年後に収支が均衡するような予算を通過させなければ、議員報酬をカットすることを義務付ける「Balanced Budget Accountability Act」を提出した。
- 教育省を廃止し、教育の方針を決める権限を州に移譲すべきと主張している。2019年には州や地方自治体が連邦政府の教育綱領から離脱できるようにする「Academic Partnerships Lead Us to Success Act」を共同提案した[56]。
- 銃規制法案に批判的な立場を取り、銃購入の際の身元調査の拡大や赤旗法(州裁判所が認める人物から銃を接収できることを認める法律)に反対した[57]。
- DACA（若年移民に対する国外強制退去の延期措置）の対象者がアメリカに滞在するための一時的な保護を申請できるようにすることに反対しており、同プログラムは過度な行政サービスであると考えている[58]。
- 2020年1月、アメリカ軍がバグダッド国際空港でイランのガーセム・ソレイマーニー少将を無人機で暗殺した事件(バグダード国際空港攻撃事件)に支持を表明した[59]。
- 2017年、トランプ大統領は、イランなど7ヵ国のイスラム諸国の国民に対して、アメリカ合衆国への入国を一時的に禁止する大統領令(en)を発令した。デインズは同政策への支持を表明した[60]。
- 同性婚に反対しており、同性婚の禁止を違憲とする最高裁の判決が出された際には失望を表明した[61]。